# Schischyphusch oder Der Kellner meines Onkels
Schischyphusch oder Der Kellner meines Onkels ist eine Kurzgeschichte des deutschen Schriftstellers Wolfgang Borchert. Sie zählt zu seinen frühen Prosawerken und wurde erstmals im März 1947 in Benjamin. Zeitschrift für junge Menschen veröffentlicht. Bernhard Meyer-Marwitz nahm sie in die Rubrik Nachgelassene Erzählungen von Borcherts Gesamtwerk auf, das er 1949 im Rowohlt Verlag herausgab.
Die Kurzgeschichte gehört zu den ungewöhnlich heiteren und humorvollen Texten Wolfgang Borcherts und zu seinen bekanntesten Werken. Aus der Sicht eines kleinen Jungen wird die Begegnung zweier ganz unterschiedlicher Menschen geschildert, die lediglich eine Gemeinsamkeit haben: Beide lispeln. Der Sprechfehler führt anfänglich zu Missverständnissen, später jedoch zur Verständigung und Freundschaft der beiden Leidensgenossen. Der Titel nimmt Bezug auf die griechische Mythengestalt Sisyphus, die sowohl den Spitznamen eines Kellners angeregt hat als auch sein Schicksal versinnbildlicht. Die zweite Hauptfigur geht auf Borcherts realen Onkel Hans Salchow zurück.

## Inhalt
Ein kleiner Junge besucht ein Gartenlokal mit seiner Mutter und seinem Onkel. Letzterer ist trotz seiner Kriegsverletzungen, einer Beinamputation und einem Kieferdurchschuss, bei dem er einen Teil seiner Zunge verloren hat und seither lispelt, ein imposanter, selbstbewusster Mann, der seine Lebensfreude nicht verloren hat. Von ganz anderer Wesensart ist der kleine, demütige und beflissene Kellner, der sie bedient. Auch er lispelt, jedoch aufgrund eines angeborenen Sprachfehlers.
Als der Onkel die Bestellung aufgibt und der Kellner sie wiederholt, glauben beide, vom anderen nachgeäfft zu werden. Während sich der gekränkte Kellner die Schmähung verbittet, verlangt der amüsierte Onkel lautstark den Wirt zu sprechen. Längst verfolgen alle Gäste des Lokals die Auseinandersetzung, deren zunehmende Heftigkeit den Jungen und seine Mutter mit Scham erfüllt. Erst als der Kellner seinen Sprachfehler durch einen Eintrag in seinem Pass nachweist, löst sich die Anspannung in einem lauten mitleidsvollen Gelächter des Onkels, der seinerseits seinen Kriegsversehrtenausweis vorzeigt. Der Onkel bestellt einige Runden Asbach, und die beiden Leidensgenossen lachen und trinken minutenlang, während der Kellner immer wieder das Wort „Schischyphusch“ ausstößt.
Als Erster wird der Onkel wieder ernst und fragt, was der Ausruf bedeuten soll. Daraufhin entschuldigt sich der Kellner verlegen für sein unangemessenes Verhalten. Er erklärt, dass er seit seiner Schulzeit mit diesem Spitznamen gehänselt wurde, weil sich die Mitschüler über seine Aussprache des Wortes „Sisyphus“ amüsierten. Dem Onkel treten Tränen in die Augen. Wortlos steht er auf und lässt sich aus dem Lokal führen, während der Kellner allein am Tisch zurückbleibt. Erst als der Junge seinem Onkel zuflüstert, der Kellner weine, dreht sich der Onkel noch einmal zu ihm um und ruft ihn bei seinem Spitznamen „Schischyphusch“. Er kündigt an, am nächsten Sonntag wiederzukehren, während der Kellner mit seiner Serviette zum Abschied winkt. Aus der Begegnung entsteht eine langjährige Freundschaft, so dass man in der Familie des Onkels bald nur noch von seinem Kellner spricht.

## Hintergrund

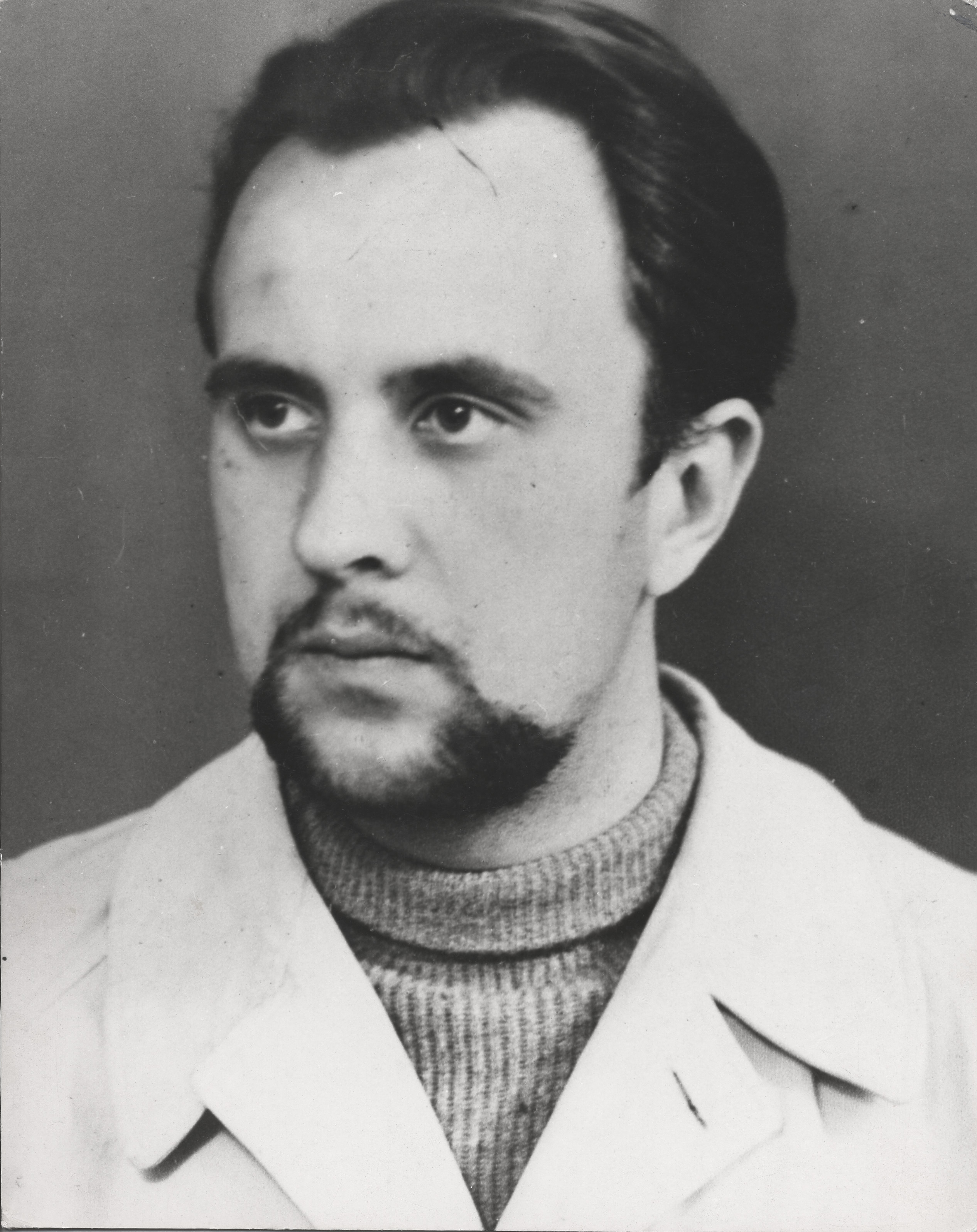
Wolfgang Borchert, 1945

Schischyphusch oder Der Kellner meines Onkels liefert laut Bernd M. Kraske einen weiteren Beweis, dass Borcherts Geschichten oft einen autobiografischen Hintergrund haben und auf dem eigenen Erleben des Autors beruhen. Er habe in ihr seinem Onkel Hans Salchow „ein bleibendes literarisches Denkmal gesetzt“. Salchow, der Bruder Hertha Borcherts, hatte im Ersten Weltkrieg ein Bein verloren und von einer Kriegsverletzung einen Sprachfehler davongetragen. Nach dem Krieg arbeitete er sich vom Angestellten zum Inhaber eines Unternehmens hoch, spekulierte mit seinem Vermögen, bis er es verlor, arbeitete sich erneut nach oben und heiratete eine Frau von zweifelhaftem Ruf, mit der er abermals sein Geld durchbrachte. Zum Schluss führte er ein Lokal in der Niendorfer Straße, das in Hamburg als Kommunistentreff bekannt war und den Namen „Rote Burg“ trug.
Laut Claus B. Schröder kam Salchow mit „ungebrochenem Lebensmut“ aus dem Krieg zurück. Er habe zu jenen Naturen gehört, „die sich auch mit nur einem Bein trauen, vielleicht sogar erst recht, die Welt zu erobern“. Gerade erst dem Tode entronnen, habe er sich nichts vom Leben entgehen lassen wollen. Salchow war nicht nur ein früher Besitzer eines Automobils, ein so genannter Herrenfahrer, er wurde sogar einbeinig zum Motorradrennfahrer und verkehrte in bürgerlichen Kreisen ebenso wie in solchen der Halbwelt: „selbstsicher […], umgänglich, trinkfest, fröhlich, ein Unikum. Ein Leben wie erfunden.“ Peter Rühmkorf beschreibt Salchow als „abenteuerliche und farbige Figur“. Der „weltkecke und lebenstolle“ Onkel sei von seinem Neffen grenzenlos verehrt worden. Bogdan Mirtschew sieht im Onkel mütterlicherseits eine Ersatzfigur für den Vater, und er verweist auf eine andere beinamputierte Figur in Borcherts Werk: den Einbeinigen aus Draußen vor der Tür.
Die Geschichte selbst geht laut Gordon Burgess auf eine reale Begebenheit zurück, die im Restaurant Stoltenberg in der Alsterkrugchaussee 459 in Hamburg-Fuhlsbüttel stattgefunden habe. Allerdings ist weder über das genaue Datum noch über den Kellner Näheres bekannt. Den ungewöhnlich heiteren Text verfasste Borchert im Jahr 1946 nach der Rückkehr aus dem Krankenhaus, wo seine erste längere Prosaerzählung Die Hundeblume entstanden war. Seine Eltern ermunterten den pflegebedürftigen verhinderten Schauspieler zur Schriftstellerei. Die Mutter wollte ihn jedoch immer wieder auf heitere Themen lenken, da sie gesundheitliche Rückfälle fürchtete und Borcherts Gefängniserinnerungen in Die Hundeblume nicht ertragen konnte. Kurz nach einem solchen Gespräch, bei dem Hertha Borchert „etwas Leichtes, etwas Lustiges“ eingefordert hatte, überreichte ihr der Sohn das Manuskript von Schischyphusch mit den Worten: „Hier hast du deine lustige Geschichte.“

## Form und Stilmittel
Schischyphusch oder Der Kellner meines Onkels ist – wie viele Kurzgeschichten Wolfgang Borcherts, die Themen der Kindheit behandeln und in denen Familienmitglieder auftreten, so Die Kirschen oder Der Stiftzahn – in der Ich-Form geschrieben. Sie steht überwiegend im erzählenden Tempus des Präteritums. Die Erzählweise erinnert an eine Anekdote und erweckt den Anschein einer tatsächlichen Begebenheit. Dazu dienen auch kurze, verweilende Passagen, nach denen der Erzähler den Faden mit Wendungen wie „also“ oder „wie ich schon sagte“ neu aufgreifen muss, und die das Bild einer mündlichen Erzählung im Zuhörerkreis unterstützen. Die Kurzgeschichte beginnt mit einer der eigentlichen Handlung vorangestellten Einleitung, wobei ungewöhnlich ist, dass bereits der Titel Teil der Geschichte ist, indem der Einstiegssatz direkten Bezug darauf nimmt: „Dabei war mein Onkel natürlich kein Gastwirt.“ Der Schlussabschnitt, als der Onkel sich erklärend seinen Verwandten und damit wieder der Umwelt zuwendet, weist zurück auf die Ausgangslage des gemeinsamen Lokalbesuchs, die Erzählung bildet gewissermaßen einen Ringschluss.
Trotz des unvermittelten Einstiegs, der typisch für die Gattung der Kurzgeschichte ist, erkennt Kåre Eirek Gullvåg in Schischyphusch einige Merkmale einer Novelle mit innerer und äußerer Handlung, die sich zu einer gemeinsamen Erfahrung verbinden. Horst Brustmeier trennt zwischen Vorder- und Hintergrundhandlung. Erstere beschreibt die Begegnung des Onkels mit dem Kellner und ist von Situationskomik geprägt, in der Hintergrundhandlung liegt der tragische Konflikt: die Sehnsucht des Menschen nach Verständnis und Bindung. Der Zungenfehler dient als Leitmotiv, das die Handlung in Gang setzt. Der Dialog zwischen dem Kellner und dem Onkel, der den Hauptteil der Erzählung ausmacht, ist mit den Mitteln des Kontrapunkts gestaltet. Auf dem Höhepunkt ergibt sich ein Gleichklang der unterschiedlichen Stimmen und Stimmungen der Figuren, ehe sie wieder auseinandergeführt werden. Wie viele andere Werke Borcherts fokussiert sich Schischyphusch auf einen einzelnen, einschneidenden Augenblick im Leben seiner Figuren. Der offene Schluss überlässt ihr weiteres Schicksal der Vorstellungskraft des Lesers.
In der Kurzgeschichte lassen sich zahlreiche für Borchert typische Stilmittel ausmachen, so insbesondere die laut Karl Brinkmann „sehr eigenwilligen“ Neologismen sowie die Ketten von Adjektiven und Adverbien. Karl Migner sieht diese Möglichkeit einer kurzen, knappen Charakterisierung von Personen oder Vorgängen in Schischyphusch „bis in ein gewisses Extrem getrieben“. Ähnlich beschreibt Brinkmann die Verwendung von Zischlauten, also genau jenen für die beiden lispelnden Protagonisten unaussprechlichen Lauten, „bis zur grotesken Übertreibung gesteigert“, wobei der Sprachfehler ganz besonders mit dem Hamburger Dialekt, in dem Borchert aufgewachsen war, kontrastiert. Zur Charakterisierung der Figuren und ihrer steigenden Aufregung setzt Borchert wiederholt das Stilmittel der Klimax ein, für den immer kleiner werdenden Kellner auch jenes der Antiklimax. Helmut Gumtau benennt „eine Arno Holzsche Motorik der Wortkaskaden“ und „Lautbilder“. Auffällig sind dabei häufige Alliteration und die mit dem Alkoholkonsum zunehmende Verwendung von Tiermetaphern.

## Interpretation

### Der Kellner und der Onkel

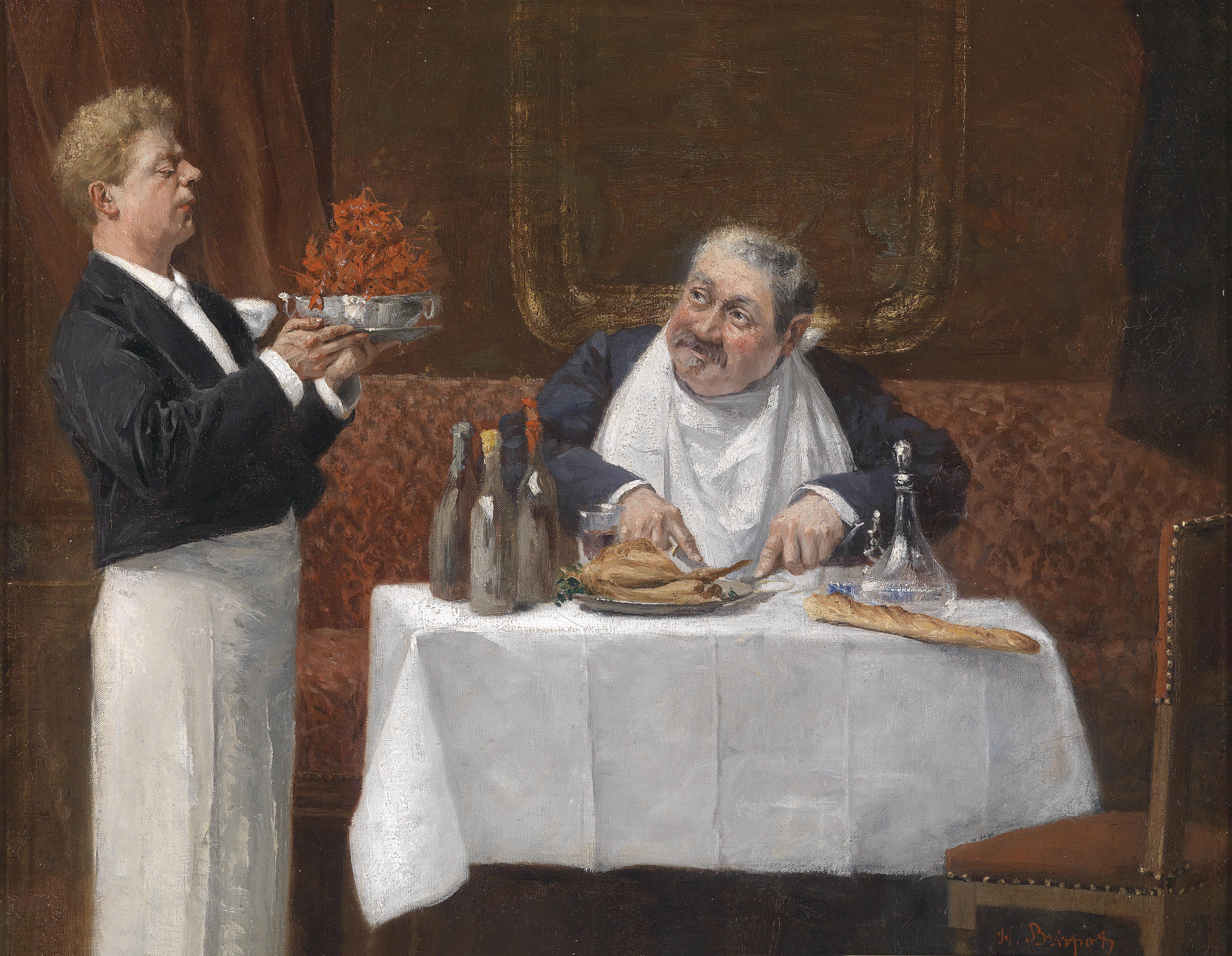
Der Gourmand, Gemälde von Henri Brispot (1846–1928)

Die zentralen Figuren der Geschichte, die beiden „Mittelpunktgestalten“, wie Horst Brustmeier sie nennt, werden ganz unterschiedlich ausgestaltet. Der Kellner ist ein Typus. Er symbolisiert den Menschen, der durch seinen Beruf zum Dienen gezwungen ist und fortwährend seine Individualität unterdrücken muss. Er besitzt keinen Namen, und selbst sein Spitzname „Schischyphusch“ steht ganz allgemein für jemanden, der sich mit seinem Schicksal abplagt. Hingegen ist der Onkel durch seine Verwandtschaftsbeziehung ein bestimmter, einzelner Mensch, der aus der Anonymität heraustritt. Während der Onkel ein „großes gutmütiges breites braunes Gesicht“ hat, wird der Kellner „ohne Gesicht“, das heißt ohne jede Individualität beschrieben.
Auch die Wesensart der beiden Figuren ist vollständig unterschiedlich und wird in der Geschichte immer wieder kontrastiert. So heißt es einerseits: „Klein, verbittert, verarbeitet, zerfahren, fahrig, farblos, verängstigt, unterdrückt: der Kellner“, andererseits: „Breit, braun, brummend, basskehlig, laut, lachend, lebendig, reich, riesig, ruhig, sicher, satt, saftig – mein Onkel!“ Zwar sind beide verbunden durch denselben Sprachfehler, doch tritt ihr Gegensatz im Umgang mit ihrem Leiden nur umso stärker zutage. Der Kellner wird durch seinen Geburtsfehler niedergedrückt: „belächelt, belacht, bemitleidet, begrinst, beschrieen“, ist er jeden Tag mehr in sich hineingekrochen. Der Onkel hingegen nimmt seinen Sprachfehler gar nicht zur Kenntnis. Die Gewissheit der eigenen Stärke verbietet ihm jeden Verdacht, er könne von anderen verspottet werden. Gewohnt, durch seine Statur und sein Auftreten Respekt zu erheischen, genießt er die Auseinandersetzung mit dem Kellner als eine Darbietung, in der er sich, laut Paul Riegel, „eine Hauptrolle reserviert“. Für Hansjürgen Verweyen stehen sich in der Geschichte der Koloss von Rhodos und ein Zicklein gegenüber.
Zwischen den beiden gegensätzlichen Figuren, die mit ihrem Sprachfehler nur eine einzige Gemeinsamkeit haben, kommt es laut Horst Brustmeier zu einem Zusammenprall zweier Welten. Auf dem Höhepunkt der Auseinandersetzung überbrückt der Onkel die Kluft, indem er die Hände des Kellners ergreift. Das Mitleid seines Leidensgenossen erlöst diesen von seinem bisherigen Dasein, er wird ein „neuer Mensch“. Mit dem Lachen tritt er in die Welt des Onkels ein, doch es genügt ein Augenblick der Verärgerung seines imposanten Gegenübers, und der Kellner fühlt sich erneut in seine alte Welt verwiesen und wischt den Moment der Verständigung mit seiner Serviette beiseite wie einen Traum. Als er die Lebensgeschichte seines Gegenübers erfährt, ist es der laute Onkel, der plötzlich still und schweigsam wird. Nun treten ihm jene Tränen in die Augen, die zuvor den Blick des Kellners getrübt haben. Am Ende finden die beiden Leidensgenossen abermals zusammen, der Kellner wischt mit seiner Serviette endgültig sein altes Leben weg, und das Motiv des Lachens löst die Tränen ab. Durch das Vorbild des Onkels findet der Kellner für Gordon Burgess den Mut, in Zukunft „ein Leben mit statt trotz Zungenfehler zu führen.“

### Der Erzähler und die Zuschauer
Berichtet wird die Geschichte laut Theo Elm „aus erinnerter Kindersicht“. Häufig setzt Borchert in seinem Werk einen solchen naiven Kinderblick ein, um die Absurdität des Geschehens aufzuzeigen oder die Erwachsenenwelt aus dem Blick von unten zu verfremden. Auch in Schischyphusch ist es die perspektivische Verzerrung der Kindersicht, die den Abstand des gewaltigen Onkels zum kleinen Kellner unüberbrückbar scheinen lässt und damit die Begegnung der beiden umso überraschender und rührender gestaltet. Dabei wird die Mutter in die kindliche Welt einbezogen: „Meine Mutter und ich waren nur als Statisten dabei“. Sowohl der Junge als auch seine Mutter können das Geschehen lediglich verfolgen, ohne in den Ablauf einzugreifen. Stattdessen bringen sie immer wieder das Motiv der Scham in die Geschichte ein.
Tatsächlich jedoch ist insbesondere der kleine Junge für den Ausgang der Geschichte weit mehr als ein Statist, auch wenn er sich dessen nicht bewusst wird. Er ist es, der zur entscheidenden Vermittlerfigur wird und die Begegnung zwischen Onkel und Kellner nicht mit der stummen Geldscheinübergabe enden lässt. Als der Onkel sich verlegen zum Gehen wendet, ist es die kindlich-naive Aufmerksamkeit des Neffen, die ihn auf die Trauer des Kellners aufmerksam macht. Erst durch den abschließenden Gruß manifestiert sich die Freundschaft der beiden Leidensgenossen und die künftige Beschützerrolle des Onkels für seinen schwächeren Bruder. Und auch die Zuschauer, die Besucher des Gartenlokals – laut Verweyen der Chor der Tragikomödie –, deren Augen und Ohren die Auseinandersetzung verfolgen, sind tatsächlich Beteiligte der Geschichte. Sie alle haben über Jahre hinweg ihren Teil dazu beigetragen, den Kellner zu demütigen und aus ihrer Gemeinschaft auszuschließen. In diesem Sinne liest Riegel Schischyphusch wie viele Werke Wolfgang Borcherts als einen „Aufruf zur Menschlichkeit und Brüderlichkeit“.

### Sisyphus-Motiv und Sprachnot

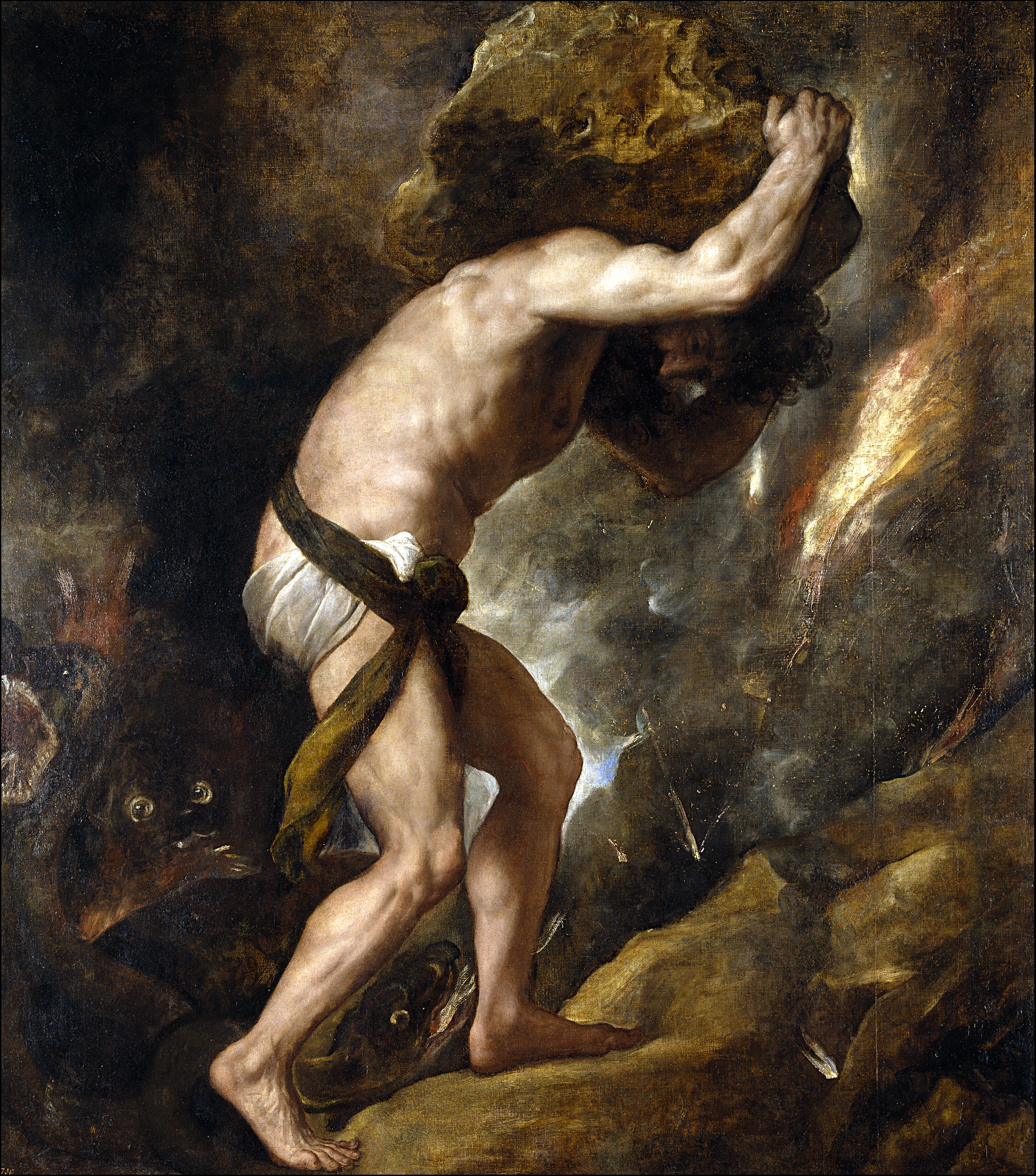
Sisyphus von Tizian

Die Sprechübung „Sisyphus“ hat laut Horst Ohde dem Kellner nicht nur seinen Spitznamen eingetragen, der Mythos des Sisyphus versinnbildlicht auch seinen lebenslangen vergeblichen Kampf. Wie die Figur aus der griechischen Mythologie dazu verdammt ist, immer wieder aufs Neue einen Felsbrocken auf einen Berg der Unterwelt hinaufzuschleppen, der jedes Mal am Ende hinabrollt, ist es für den Kellner der „Stein der Sprache“, an den er gebunden ist und den er ein Leben lang nicht zu bewältigen vermag. Auch an anderer Stelle benennt Borchert eine solche vergebliche Sisyphusarbeit: in seinem Prosatext Im Mai, im Mai schrie der Kuckuck beschwört er „diesen tollkühnen sinnlosen Mut zu einem Buch“, den ein Schriftsteller haben müsse, obwohl er letztlich nicht mehr zustande bringe als einen „Kommentar zu den zwanzigtausend unsichtbaren Seiten, zu den Sisyphusseiten, aus denen unser Leben besteht, für die wir Vokabel, Grammatik und Zeichen nicht kennen.“ Denn, wie es weiter heißt, „das Letzte, das Letzte geben die Worte nicht her.“ Borchert steht damit in der Tradition einer gerade in der Nachkriegsliteratur vorherrschenden Sprachnot.
Gerd Neuhaus verweist auf den theologischen Begriff des Fleisches, der durch Borcherts Metaphern der Zunge als „gigantischer unförmiger Fleischlappen“ und „formlose zyklopische Fleischmasse“ assoziiert wird. Bei beiden Figuren „ist die Zunge in einem ganz realen Sinne zu kurz, um das auszudrücken, wozu der Wille sie antreibt.“ So könne sich die Begegnung der beiden Leidensgenossen letztlich nur gebrochen und tragikomisch gestalten. Die Verheißung der menschlichen Einheit, die am Ende zum Scheitern bestimmt sei, lasse sich mit dem Fluch des Sisyphus vergleichen, aus dem Neuhaus nur einen religiösen Ausweg weist. Ähnlich sieht Hansjürgen Verweyen das Theodizee-Problem im Hintergrund von Borcherts gesamtem Werk. Dem „Problem des Sisyphos“ habe sich Borchert „sprechakttheoretisch“ genähert: „Die tiefste Verwundung des Menschen besteht darin, daß er sich nicht angemessen zu Wort bringen kann.“ Und er verweist auf eine Gedichtzeile von Karl Kraus: „Hab ich dein Ohr nur, find’ ich schon mein Wort“. Für Horst Ohde kommt es zwischen den Menschen auf nicht-sprachlichem Wege zum Einander-Erkennen und Verstehen: durch die Tränen in den Augen des Kellners und des Onkels. Der Hinweis des Kindes ist es, der das „bedrückend stumme Bild“ des Abgangs durchbricht und die beschädigte Sprache wieder zurückbringt, die sich in den abschließenden Rufen des Onkels Bahn bricht, begleitet von einer trotzigen Geste seines Krückstocks gen Himmel.

### Humor und Leid
Schischyphusch oder Der Kellner meines Onkels ist laut Gordon Burgess eine Ausnahme in Borcherts Werk. Sie präsentiere „eine lustige Episode mit einem durchaus glücklichen Ende ohne dunklen Unterton“, in der „die Lust am Lachen“ im Mittelpunkt stehe. Anna-Maria Darboven fand in der Geschichte „liebenswürdigen Humor“ und „echte Lebensbejahung“. Der „leichte und humorvolle Ton“ der Geschichte, ihre „Unbeschwertheit“ und der versöhnlich gestimmte Schluss sind für Horst Brustmeier zum einen auf die kindliche Perspektive zurückzuführen, die die zugrundeliegende menschliche Tragödie nicht erkennt, zum anderen aber auch auf Borcherts Wesen, der ein viel stärkerer Komiker und Humorist gewesen sei, als es sein durch die Zeitumstände geprägtes Werk erkennen lasse. Nicht zuletzt der positive Ausgang unterscheidet Schischyphusch von anderen Werken Borcherts, in denen der Humor oft in Satire, Groteske oder schwarzen Humor umschlägt.
Helmut Gumtau entdeckt allerdings in der Geschichte neben „freundlichem Humor“ auch Züge einer „dramatische[n] Groteske“ und Horst Ohde einige „Abgründigkeit“. Nur beim oberflächlichen Lesen erscheint Schischyphusch Paul Riegel „umwerfend komisch“. Tatsächlich sieht er die Geschichte vielmehr in einem Zwielicht der Tragikomödie liegen. Und laut Hansjürgen Verweyen treten durch die „klassischen Untertöne“ der Geschichte „das wahrhaft Tragische eines menschlichen Schicksals inmitten des kraß dionysischen Umfeld umso greller ans Licht.“ Zwar lösen sich bei dem „Schwank“ für Kåre Eirek Gullvåg alle Probleme in Gelächter auf. Allerdings lasse der Text auch Tränen des Mitleids in die Augen des Lesers steigen. Die „Kraft des Humors“ überwindet laut Karl Brinkmann das Leiden des von seiner Umwelt gedemütigten Opfers und lasse es am Ende über die eigenen Schwächen mitlachen.
Hermann Wiegmann hält Schischyphusch für eine von Borcherts „rührendsten, aber auch von feinem Humor geprägten kurzen Erzählungen“, die beweise, dass der deutsche Autor „leidenserfahrener und erschütternder in seinen Gestaltungen“ sei als sein amerikanisches Pendant Ernest Hemingway. Peter Rühmkorf spricht von „liebevoller Teilnahme an der erniedrigten und geschundenen Kreatur“ einerseits, andererseits aber auch von Borcherts kühler „Beobachterleidenschaft“, seinem „Vermögen, Schwächen aufzuspüren und seelische Disharmonien zu entdecken“. Der Schriftsteller habe stets eine „Vorliebe für Menschen, die auf groteske Weise aus dem Rahmen der bürgerlichen Ordnung fielen“, bewiesen, sei es, dass sie unter Defekten litten oder als so genannte „schwarze Schafe“ ausgegrenzt wurden. Er benennt unter anderem Beckmann mit seiner Gasmaskenbrille in Draußen vor der Tür, den Homosexuellen Pauline in Unser kleiner Mozart oder die verhaltensgestörten Gefängnisinsassen in Die Hundeblume.

## Rezeption
Bereits beim Ersten Deutschen Schriftstellerkongress im Oktober 1947 in Berlin wies Anneliese Wiener auf den jungen Wolfgang Borchert hin, der kurz zuvor die „ausgezeichnete Novelle“ Der Kellner meines Onkels veröffentlicht habe, „die so unglaublich gekonnt“ gewesen sei, dass sie nach einer Buchausgabe verlangte, die Ernst Rowohlt zusagte. 60 Jahre später sprach Michael Töteberg im Nachwort der Neuausgabe des Gesamtwerks von einer inzwischen „klassisch gewordene[n] Erzählung“. Theo Elm zählt Schischyphusch oder Der Kellner meines Onkels neben Die Hundeblume, Die Kirschen und Die Küchenuhr zu „Borcherts besten Kurzgeschichten“, die sich durch typisierte Figuren, kulissenhafte Handlungsorte und einen knappen, lakonischen Stil auszeichnen. Hans Gerd Rötzer hält Schischyphusch und Das Brot für „seine wohl besten Kurzgeschichten“. Hermann Wiegmann zeigt sich unter Borcherts Werken neben Nachts schlafen die Ratten doch von Schischyphusch besonders beeindruckt. In ihrer Klassifizierung der deutschen Kurzgeschichte ordnet Leonie Marx sie als typisches Beispiel der „humorvollen Kurzgeschichte“ ein, bei der sich positive und negative Elemente stets im Gleichgewicht befinden. Ludwig Rohner klassifiziert sie unter dem anekdotischen Typ der Kurzgeschichte.
Wie andere Texte Wolfgang Borcherts wurde auch Schischyphusch zur Schullektüre. Laut Paul Riegel eignet sich die Geschichte besonders zum lauten Vorlesen im Unterricht ohne Scheu vor Übertreibung, wobei die Schüler stark auf die komische Seite der Geschichte, ihr „feucht-wässeriges sch“ und die deftigen Ausdrücke ansprächen. Der Schweizer Schriftsteller Peter Weber beschreibt in seinem Roman Die melodielosen Jahre die Erfahrungen seines Protagonisten Oliver mit einer Lesung von Schischyphusch im Unterricht: „Sie lasen eine Strecke, die von Sprachschöpfungen und rhythmischen Doppelungen überquellen wollte, die Heiterkeit übertrug sich, steigerte sich mit jedem Verstolperer. […] Die Sätze berührten den Sprachnerv. Plötzlich war Deutsch ein Vivarium.“
Im Jahr 1981 produzierte der Bayerische Rundfunk den 25-minütigen Kurzfilm Schischyphusch oder Der Kellner meines Onkels unter der Regie von Guy Kubli. Es spielten unter anderem Herbert Stass und Siegfried Wischnewski. Die Hamburger Theatermanufaktur inszenierte Borcherts Kurzgeschichte als Einpersonenstück. Unter der Regie von Michael Kaller spielte Hans-Christoph Michel. Die Uraufführung fand am 17. März 1999 im Monsun-Theater in Hamburg statt. Verschiedene Schauspieler lasen den Text auf Tonträgern ein, so Will Quadflieg (1959), Rolf Ludwig (1977), Günther Dockerill (1986), Marius Müller-Westernhagen (1988), Peter Striebeck (2001) und Hans Eckardt (2001).

## Textausgaben
- Wolfgang Borchert: Schischyphusch oder der Kellner meines Onkels. In: Das Gesamtwerk. Rowohlt, Hamburg [u. a.] 1949, S. 285–297.
- Wolfgang Borchert: Schischyphusch oder Der Kellner meines Onkels. In: Das Gesamtwerk. Erw. und rev. Neuausg., Rowohlt-Taschenbuch-Verlag, Reinbek 2009, ISBN 978-3-499-24980-8, S. 407–420.
- Wolfgang Borchert: Schischyphusch oder Der Kellner meines Onkels. Atlantik Verlag, Hamburg 2016, ISBN 978-3-455-37034-8.